# میرفخرایی
میرفخرایی' یا میرفخرائی نام خانوادگی است. دارندگان این نام فامیل اکثرا از سادات اهل تفرش بوده و از افراد تاثیر گذار زمان خود بوده اند. شجره این خاندان به حسین ابن علی و همسر ایشان شهربانویه دختر یزدگرد سوم  ساسانی که در پی حمله اعراب به ایران به اسارت گرفته شده بودند بر میگردد. بعدها نوادگان شهربانویه یا شهربانو از ستم خلفای عباسی به ایران در سه بخش تبریز، گیلان و تفرش پناه می آورند. کتاب اخلاق میرفخرایی اثر میرزا قلی خان میرفخرایی تذکره و شرح حال این خاندان بزرگ است.ریشه این نامگذاری به صده ۱۰ قمری و بزرگ این خاندان سید فخرالدین ملقب به میرفخر باز می گردد. 
افراد شاخص با این نام فامیل از این قرارند:
- اسماعیل میرفخرایی، مجری و تهیه‌کنندهٔ برنامه‌های علمی رادیو و تلویزیون
- سهام‌الدین میرفخرایی، بازیکن سابق فوتبال
- مجدالدین میرفخرایی (معروف به «گلچین گیلانی»)، شاعر و ترانه‌سرا
- مجید میرفخرایی، طراح صحنه و لباس
- مهشید میرفخرایی، زبان‌شناس و متخصص زبان‌های باستانی ایران
- نیره میرفخرایی، نویسنده، مترجم، شاعر و روزنامه‌نگار
- مصطفی میرفخرایی،خان تفرش در زمان آخرین پادشاه قاجار و نوه میرزا ابوالقاسم مستوفی
- دکتر جعفر میرفخرایی،پدر علم داروسازی گیاهی ایران